# ژو دان‌یی
ژو دان‌یی (به انگلیسی: Zhou Dunyi) (تقویم چینی: ۱۰۱۷–۱۰۷۳) کیهان‌شناس، فیلسوف و نویسنده چینی در دوران سلسله سونگ بود. او کیهان‌شناسی نئوکنفوسیوسی آن روز را مفهوم‌سازی کرد و رابطه بین رفتار انسان و نیروهای جهانی را توضیح داد. او تأکید می‌کند که انسان‌ها می‌توانند به چی (انرژی حیاتی) خود تسلط پیدا کنند تا با طبیعت مطابقت داشته باشند. او تأثیر عمده‌ای بر چو هسی که معمار نئوکنفوسیوسیسم بود، داشت. ژو دان‌یی عمدتاً به تایجی (قطبیت عالی)، ووجی (پتانسیل بی حد و حصر)، یین و یانگ و وو شینگ توجه داشت. او در تائوئیسم، به‌عنوان اولین فیلسوفی که مفهوم تایجیتو یا «نماد یین یانگ» را رایج کرد، مورد احترام و اعتبار است.

## زندگی
ژو در سال ۱۰۱۷، در شهرستان ینگ‌دائو، بخش دائوژو، در یونگژو امروزی، جنوب هونان متولد شد. ژو که در خانواده‌ای محقق و سرشناس بزرگ شد، نام خود را در سال ۱۰۶۳ تغییر داد تا از وابستگی به شخصیت امپراتور یینگ زونگ اجتناب کند.
پدرش وقتی ژو چهارده ساله بود، درگذشت و عمویش ژنگ ژیانگ از او نگهداری کرد. او به کمک عمویش در اولین پست دولتی خود مشغول به‌کار شد. اگر چه در حرفه خدمات ملکی بسیار فعال بود، اما هرگز به مقام بالایی نرسید، و مدرک «دانشمند جینشی» (بالاترین مدرک در آزمون امپراتوری در چین بود) را دریافت نکرد. برخی از سمت‌هایی که او داشت عبارت بودند از: ثبات ناحیه (۱۰۴۰)، قاضی در مناطق مختلف (۱۰۴۶–۱۰۵۴)، سرپرست کارکنان بخش‌داری، معلم اداره آموزش و پرورش و معاون بخش‌دار (۱۰۶۱–۱۰۶۴). او یک سال قبل از مرگ، از آخرین سمت خود استعفا داد. ژو در سال ۱۰۷۳، در نزدیکی کوه لو در استان جیانگشی درگذشت. به خاطر نامی که در دوران بازنشستگی خود برگزید و به جریان لیان نزدیک خانه‌اش احترام گذاشت، پس از مرگ او را ژو لیانشی می‌نامیدند، چنگ یی به او لقب «همکار ذن فقیر» را داده بود و پس از مرگش، در سال ۱۲۰۰، او را به‌عنوان «اشراف‌زاده یوان» (Yuangong) مورد تجلیل قرار دادند.

## نوادگان
فرزندان ژو دان‌یی لقب «ووجینگ بوشی» را داشتند (Wǔjīng Bóshì).

## آثار

### تایجی تو شو

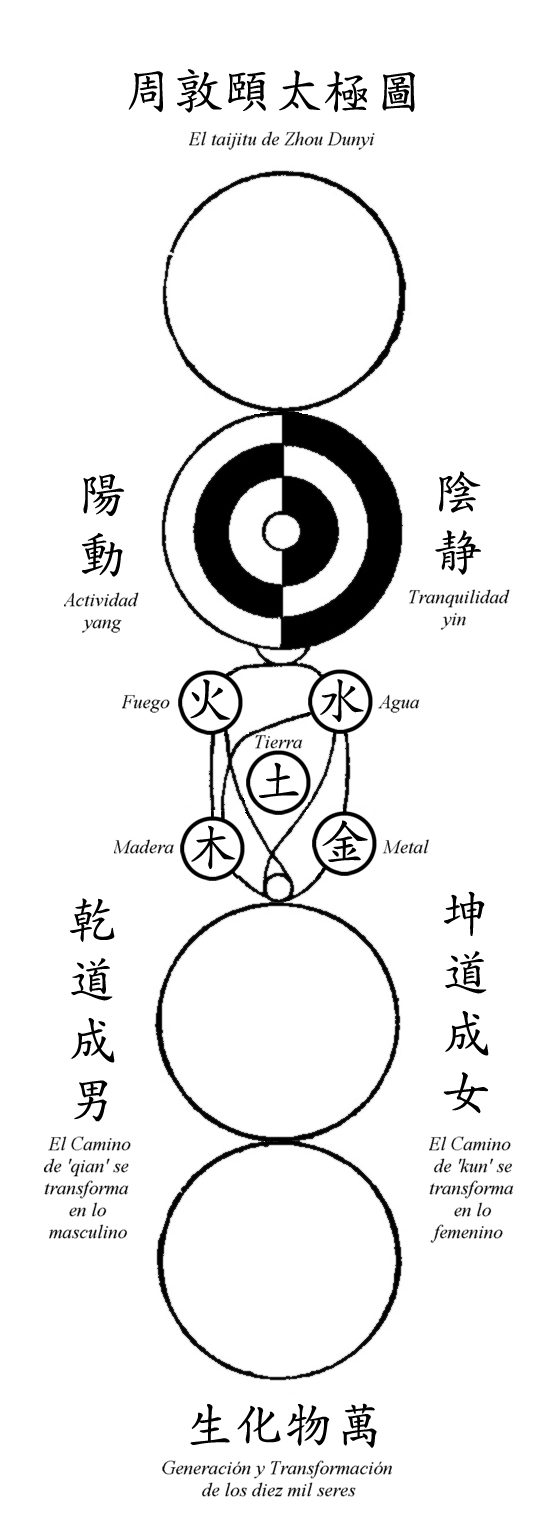
تایجیتو از ژو دان‌یی

در سال ۱۱۷۵، تایجی تو شو، در کنار توضیح نمودار غایی عالی، یا نمودار توضیح عالی نهایی، اثر چو هسی و لو زوکیان، در رأس مجموعه‌های نئوکنفوسیوس قرار گرفت. او اخلاق و مفاهیم کنفوسیوس را از کتاب یی‌چینگ، با طبیعت‌گرایی دائوئیستی آمیخت. او متافیزیکی را بر اساس این ایده توسعه داد که «در غایت یکی است و یکی، غایت است». این اولین متن چینی قرن یازدهمی بود که بر جدایی‌ناپذیری متافیزیک یا کیهان‌شناسی و اخلاق استدلال می‌کرد، و همچنین اولین متن چینی بود که مفهوم تایجیتو یا «نماد یین یانگ» را بررسی کرد.

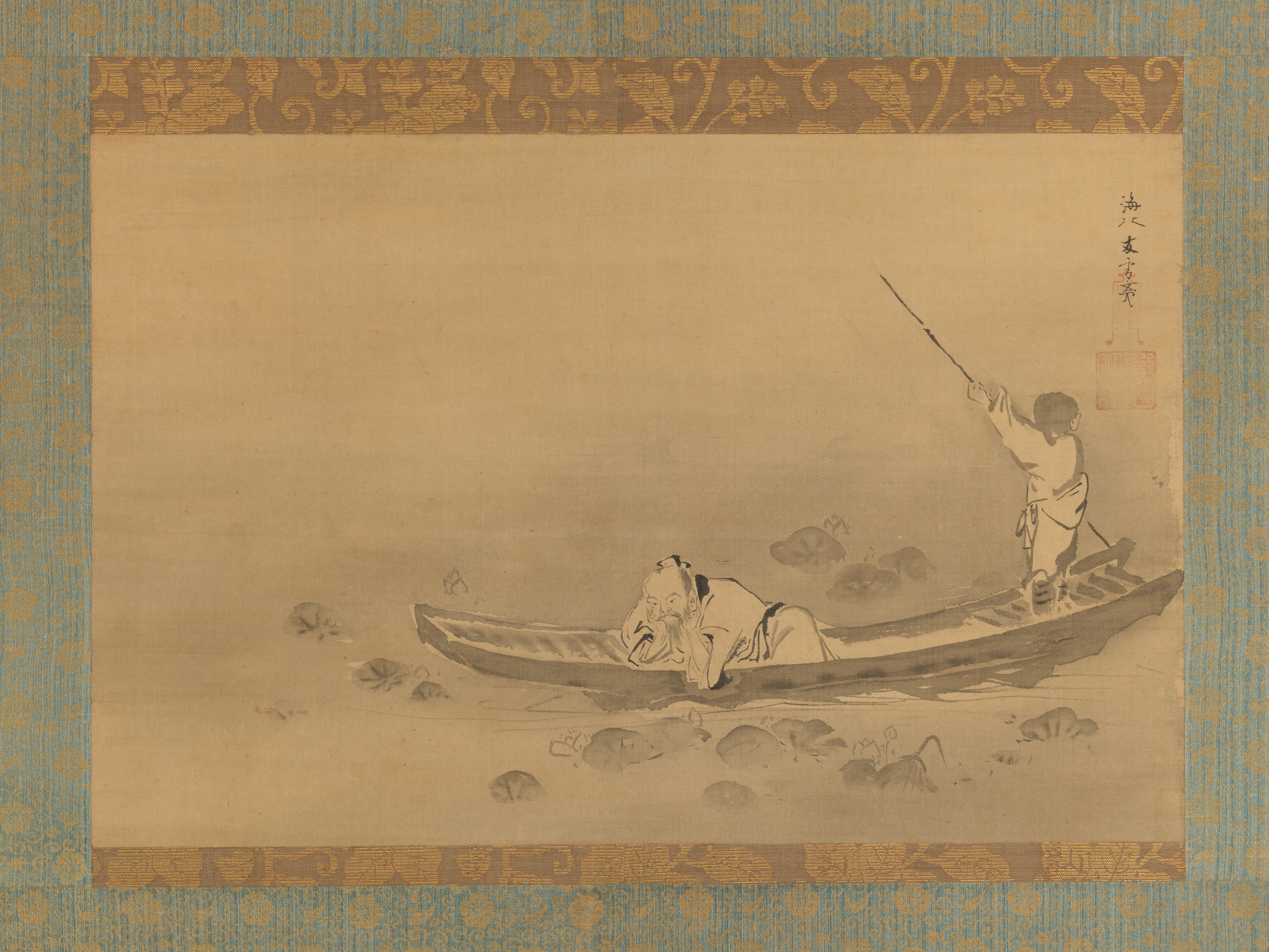
ژو دان‌یی در حال تحسین کردن نیلوفرهای آبی اثر کایهو یوستسو، اواسط قرن هفدهم

این اثر شامل نظریه او در مورد خلقت است که می‌توان آن را در عبارت زیر، از بخش اول آن خلاصه کرد:
«در آغاز، تای‌چی (نهایت بزرگ وجود) وجود داشت که با وو چی (نهایت نیستی) یکسان بود. به‌دلیل فراوانی انرژی تای‌چی شروع به حرکت کرد و در نتیجه یانگ (نیروی مثبت کیهانی) تولید کرد. وقتی فعالیت یانگ به اوج خود رسید، به آرامش بازگشت. از طریق این آرامش، یین (نیروی منفی کیهانی) تولید شد. هنگامی که آرامش به یین رسید به حرکت اولیه (یانگ) بازگشت؛ بنابراین یین و یانگ یکدیگر را ایجاد کردند. سپس از طریق اتحاد یین و یانگ، فلز، چوب، آب، آتش، متحمد شدند و زمین به‌وجود آمد (پنج عامل یا عنصر). این پنج عامل بیش‌تر به‌عنوان اصول مادی در نظر گرفته می‌شوند تا به‌عنوان چیزهای عینی؛ بنابراین می‌توان آن‌ها را مبنای مشترک همه چیز در نظر گرفت. تعامل یین و یانگ از طریق ترکیب‌های مختلف این پنج عامل همه چیز را ایجاد می‌کند.»
ژو دان‌یی فرض می‌کند که انسان‌ها همه این ویژگی‌ها و نیروها را در تعالی خود دریافت می‌کنند، از این رو، باهوش‌ترین موجودات هستند. او همچنین معتقد بود که این پنج عامل مستقیماً با پنج اصل اخلاقی رن (انسانیت)، یی (عدالت)، لی (شایستگی)، ژی (خرد) و شین (وفاداری) مطابقت دارند.

### تانگ شو
تانگ شو (کتاب فراگیر در یی‌چینگ)، تفسیری دوباره از آموزه‌های کنفوسیوس بود. این کتاب، اساس اخلاق در نئوکنفوسیوسیسم بود. در این اثر آمده‌است که انسان حکیم برتری است که بر اساس اصول شایستگی، انسانیت، درستی، خرد، وفاداری، آرامش و اخلاص عمل می‌کند، و اخلاص اساس فطرت اخلاقی است. می‌توان از آن برای تمایز بین خیر و شر، و به کمال رساندن خود استفاده کرد.

## مدرسه
ژو دان‌یی دو شاگرد داشت، که سهم عمده‌ای در آیین کنفوسیوس داشتند: برادرزاده‌هایش چنگ یی و چنگ هائو. برادران چنگ در جوانی فقط برای مدت کوتاهی زیر نظر ژو دونی تحصیل کردند. آن‌ها اقدام به تأسیس مدرسه چنگ ژو کردند، که برای بیش از ۷۰۰ سال بر فلسفه چینی تسلط داشت. ژو دان‌یی به‌عنوان پدر مؤسس این مدرسه شناخته می‌شود، اگر چه هیچ اشاره‌ای در نوشته‌های برادران چنگ به مشارکت‌های او وجود ندارد.